# Underconstruction 3: Gigi D'Agostino Remix
Underconstruction 3: Gigi D'Agostino Remix, pubblicato nel 2004, è il terzo e ultimo ep della serie Underconstruction, del dj italiano Gigi D'Agostino.

## Tracce
1. Balla (Gigi D'Agostino Radio Mix) (Mastro G feat. Fred Kannone)
2. On the Radio (Gigi D'Agostino Radio Mix) (Jay Jay Johanson)
3. Deeper (Gigi D'Agostino Radio Mix) (Soulkeeper)
4. Balla (Gigi D'Agostino Balla Mix) (Mastro G feat. Fred Kannone)
5. Nowhere Land (Gigi D'Agostino and Pandolfi Mix) (Club House Feat Carl)
6. On the Radio (Gigi D'Agostino Psico Mix) (Jay Jay Johanson)
7. Deeper (Gigi D'Agostino Viaggio Mix) (Soulkeeper)
8. Drifting Sideways (Gigi D'Agostino Viaggio Mix) (Devision)